# Pablo Ortiz
Pablo Ortiz, né à Buenos Aires, Argentine, est un compositeur et professeur de musique classique.

## Biographie
Pablo Ortiz étudie la musique à l'Université catholique argentine à Buenos Aires avant de partir à 27 ans pour New York étudier auprès de Mario Davidovsky à l'Université Columbia. En 1996, il reçoit le prix Charles-Ives de l'American Academy of Arts and Letters. Il est actuellement professeur à l'Université de Californie à Davis.

## Œuvre
- 1997 : Parodia
- 2005 : Oscuro